# Мужской вокальный ансамбль Государственной филармонии Алтайского края
Мужской вокальный ансамбль Государственной филармонии Алтайского края — музыкальный коллектив под руководством алтайского хормейстера и педагога Александра Афанасьева. Шестнадцать вокалистов представляют всю палитру мужских певческих голосов.

## История коллектива
Мужской вокальный ансамбль Государственной филармонии Алтайского края дебютировал в 2013 году в Государственной филармонии Алтайского края. За время своей карьеры коллектив успел выступить с алтайским органистом, заслуженным деятелем искусств России Сергеем Будкеевым, вместе с которым они исполнили «Аве Марию» Баха-Гуно, с инструментальной капеллой «КамерАнс», действующей при филармонии Алтайского края, дал несколько концертов с Государственным Великорусским оркестром «Сибирь» им. Е. И. Борисова, сотрудничает с симфоническим оркестром, ансамблем русского танца «Огоньки» имени Гарри Полевого, филармоническим университетским русским оркестром, Государственным молодёжным ансамблем песни и танца «Алтай», Барнаульским духовым оркестром. Ансамбль исполняет песни российской и зарубежной эстрады, популярную русскую и западноевропейскую классику, стилизованную народную песню.

Особенность нашего коллектива в том, что ему подвластны многожанровые программы. То есть ограничиваться исключительно классикой мы не хотим. Хотя, согласен, классические произведения — это своего рода тренажер для вокалистов, на-столько же необходимый и важный, как станок для танцоров в балете. В любом случае нам есть куда расти, в каком направлении развиваться, есть и чему поучиться.
— Александр Афанасьев, алтайский хормейстер и педагог, руководитель Мужского вокального ансамбля Государственной филармонии Алтайского края
За время работы в филармонии коллектив принял участие во многих значимых мероприятиях и творческих акциях, проводившихся в городе и крае. Это Дни Москвы в Алтайском крае, открытие дома-музея М. Т. Калашникова в селе Курья, концертные программы, посвященные 68-летию Великой Победы, 65-летию профсоюзов края, VII краевые Рождественские чтения. Кроме того, артисты ансамбля участвовали в торжествах, посвященных профессиональным праздникам медицинских работников, строителей, учителей, архивных работников, пограничников и др.
Помимо концертов, проводившихся в стенах филармонии, коллектив выступал на самых престижных площадках города — таких как Алтайский государственный театр драмы им. В. М. Шукшина, Молодёжный театр Алтая, концертный зал Алтайского краевого российско-немецкого дома, Белый зал Государственного музея истории литературы, искусства и культуры Алтая, Дворец культуры города Барнаула. Сегодня мужской вокальный ансамбль — желанный гость в Краевом госпитале ветеранов войны, в барнаульских санаториях.

## Состав
Мужской вокальный ансамбль состоит из шестнадцати человек: Четыре первых тенора, четыре вторых тенора, четыре баритона и четыре баса, то есть по четыре человека в каждой партии. Четверо из вокалистов проработали с Афанасьевым около десяти лет в составе ансамбля песни культурного центра при ГУВД Алтайского края. Остальные исполнители — студенты — старшекурсники АлтГАКИ, ученики Александра Афанасьева.